# 罗伯托·韦斯特里尼
罗伯托·韦斯特里尼（義大利語：Roberto Vestrini，1908年1月30日—1967年3月12日），意大利男子赛艇运动员。他曾代表意大利参加1932年夏季奥林匹克运动会赛艇比赛，获得八人单桨有舵手银牌。